# カステルマーニョ (チーズ)
カステルマーニョ (Castelmagno) は、イタリアのDOP（原産地保護名称）のチーズ。
セミハードタイプで、ピエモンテ州・クーネオ県・カステルマーニョの特産。牛乳と山羊の乳の混乳が原料。とろける舌触りと独特の風味が特徴。
ニョッキなどの料理のソースにも使われる。